# 斎藤学 (作曲家)
斎藤 学（さいとう まなぶ、1970年 - 1992年10月1日）は、日本のゲームミュージックの作曲家。マサ斉藤とも。埼玉県新座市出身。

## 来歴
小学生の頃からピアノを学び、中学生の頃には、独学で作曲した曲をプログラミングしたという。高校時代にはウィーンに短期入学してピアノの腕を磨き、作曲のテクニックを学んだ。
高校時代から、ゲームソフト会社システムサコムでアルバイトとして活動。その後、正社員となり、同社のコンピューターミュージックの担当者として活躍し、約2,000曲も作曲した。
『38万キロの虚空』は、プロジェクトEGGで配信されるなど名作と評価されているが、日本で初めてMIDI音源に対応した市販ゲームソフトでもあった。同時に、斎藤が手がけた最後の作品となってしまった。
1992年10月1日、埼玉県戸田市の病院で腎不全のため死去。22歳没。

## 手がけた作品
- ユーフォリー（X1）
- プロヴィデンス（PC-8801）
- ヴァルナ（PC-8801）
- シャティ（PC-8801）
- 幽霊君（MSX2）
- ソフトでハードな物語（PC-9801 / X68000）
- ソフトでハードな物語II（PC-9801 / X68000）
- 38万キロの虚空（PC-9801 / X68000 / FM-TOWNS）
- エヴォリューション（FM-TOWNS）
- 闇の血族（X68000 / FM-TOWNS）
- ジェミニウイング（作曲：斎藤幹雄 / MIDI版編曲：斎藤学、X68000）
- ファイヤーロック（ファミコンディスクシステム）
- ジェリーボーイ（ゲストコンポーザーとして、SFC）